# Indali Gyula
Indali Gyula (Felsőábrány, ma Bükkábrány, 1851. február 23. – Budapest, 1880. június 29.) magyar költő, jogász, író, újságíró. Édesapja, Indali Péter (1824–1885) pedagógus volt.

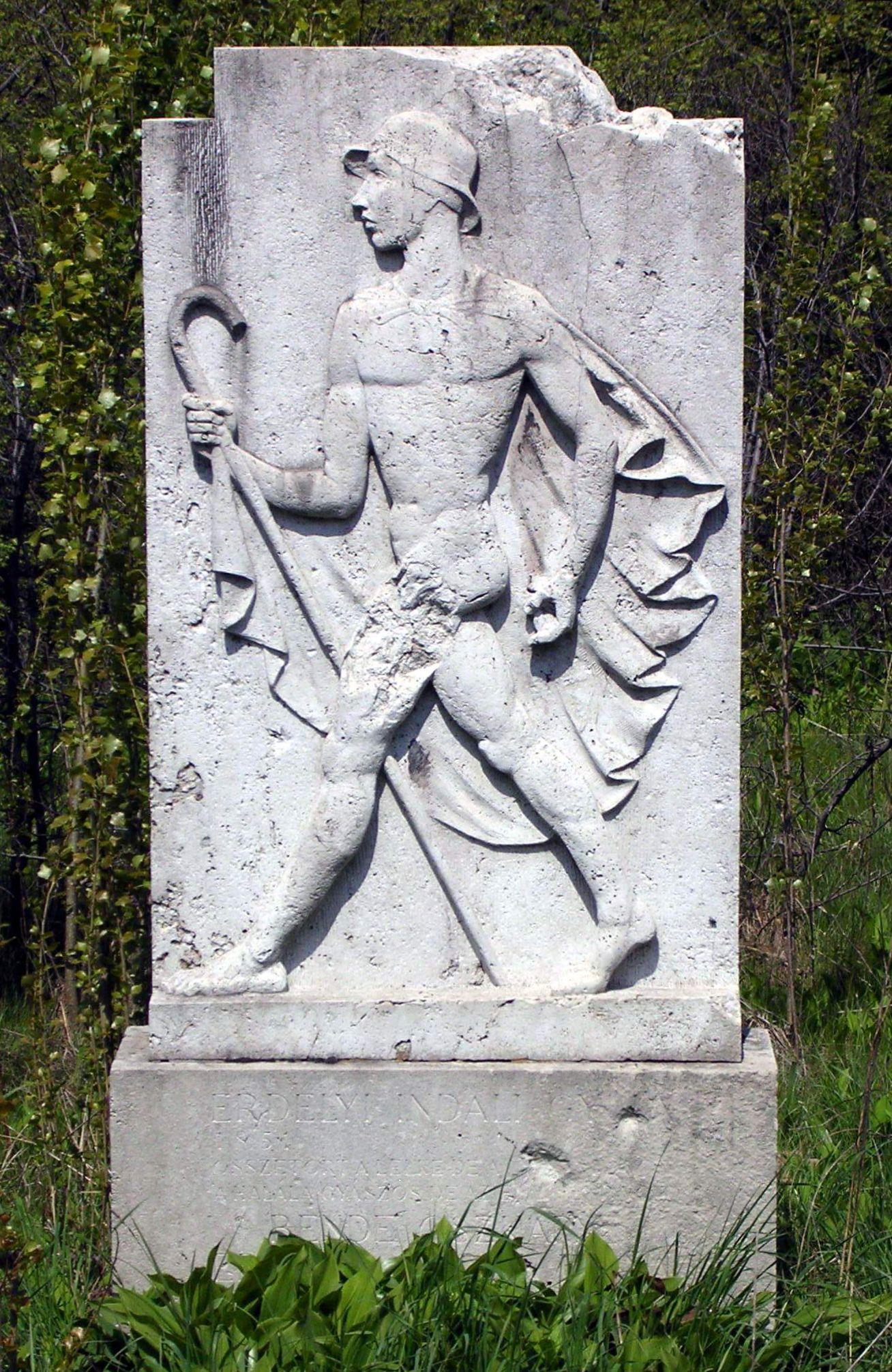
Sírja a Fiumei úti sírkertben (38--3-75). Alkotó: Varga Oszkár

## Életpályája
A kolozsvári református kollégiumban tanult; Kolozsváron és Kassán jogot hallgatott. 1874-ben a brassói Nemere című hetilap szerkesztője lett. 1878-ban a kolozsvári egyetemen jogi doktorátust szerzett. Ezt követően joggyakornok volt Kolozsvárott. 1880-ban Budapestre költözött, s a törvényszéknél joggyakornok volt. Mielőtt hivatalnoki tevékenységét megkezdte volna, eltűnt. Holttestét napok múlva fogták ki a Dunából. Temetésén Reviczky Gyula búcsúztatta.
Verseit a korabeli folyóiratok (Kelet, Fővárosi Lapok, Hölgyfutár, Vasárnapi Ujság, A Hon, Magyarország, Ország-Világ, Aradi Hírek, Új Idők) és antológiák közölték. A Keletben a Csalány álnevet használta. Légrády Mária 1937-ben néhány prózai munkáját is kiadta. Életrajzírója, Both István egy félbehagyott drámájáról és Heine-fordításairól is tudott.
Sírja a Fiumei úti sírkertben található (38-3-75). A 47. parcellából 1922. október 28-án újratemették közös sírba a nővérével. A síremlék alkotója: Varga Oszkár.

## Művei
- Indali Gyula költeményei (Bevezetéssel sajtó alá rendezte Both István, Zilah, 1902)
- Néhány verse olvasható a 'Századvégi költők' című antológiában (Budapest: Magvető Könyvkiadó, 1959.)